# Věra Bílá
Věra Bílá (Rokycany, 1954. május 22. – Plzeň, 2019. március 12.) cseh-cigány énekesnő.

## Életútja
1954. május 22-én Rokycanyban született az énekes Karol Giňa gyermekeként. Heten voltak testvérek. Autodidakta tanult énekelni és a Kale együttessel lépett fel Európa-szerte. Miután elhagyta a csoportot szólóban és Ida Kelarovával szerepelt közösen. Cigány, cseh és szlovák nyelven adta elő dalait. Az 1999-ben Fekete-fehér színesben (Černobílá v barvě) címmel dokumentumfilm készült róla.

## Diszkográfia
- Věra Bílá & Kale – C'est comme ca
- Věra Bílá - Queen Of Romany
- Věra Bílá & Kale – Rovava
- Věra Bílá & Kale – Kale Kalore
- Věra Bílá & Kale – Rom-Pop

## Filmjei
- Rózsaszínű álmok (Růžové sny) (1977)
- Szeretlek, szeress! (Já milujem, ty miluješ) (1989)
- Minulost (1998)
- Fekete-fehér színesben (Černobílá v barvě) (2000, dokumentumfilm)
- Elszállt szerelem (Bye Bye Blackbird) (2005)